# Freddy Borrás
Pedro Alfredo Borrás Blasco, más conocido como Freddy Borrás, (nacido el 20 de mayo de 1924 en Guánica, Puerto Rico  y fallecido el 12 de julio de 1999 en Guaynabo, Puerto Rico) fue un jugador y entrenador de baloncesto español de origen puertorriqueño.

## Trayectoria
Freddy Borrás llegó a España desde su Puerto Rico natal con visado de estudios para evitar tener que ir a la guerra de Corea. Pese a que su intención no era la de jugar al baloncesto, Borrás pronto destacó como un jugador innovador para el básquet europeo, convirtiéndose así en un jugador fundamental para el Real Madrid.
Buen ejemplo de ello fue el que se convirtiera en el jugador fundamental del equipo blanco cuando este se llevó la I Copa Latina, en cuya entrega su emoción al oír el himno español produjo que el Instituto de Cultura Hispánico ofreciera un homenaje el club por ser un ejemplo de los lazos que unen a Puerto Rico con España.
Desde 1950 al 1954 compatibilizó el puesto de jugador con el de entrenador, siendo uno de los mentores del mítico Pedro Ferrándiz. También fue seleccionador de España en el año 1952.

## Internacionalidades
Fue internacional con España en 22 ocasiones
. Participó en los siguientes eventos:
- Juegos Mediterráneos de 1951: 2 posición.